# Mattia De Sciglio
Mattia De Sciglio (* 20. říjen 1992 Milán, Itálie) je italský fotbalový obránce, který hraje od sezony 2024/25 na levém kraji za italský klub Empoli, kam byl poslán na hostování z Juventusu.

## Kariéra

### Klubová

#### Milán
Fotbal začal hrát v klubu Pontesesto. V desíti letech nastoupil do mládežnické akademie Milána. V roce 2009 přechází do formace Primavera.
Premiéru za Rossoneri měl v 18 letech při utkání LM 2011/12 proti českému klubu FC Viktoria Plzeň na poslední tři minuty utkání dne 28. září 2011. První zápas v základní sestavě odehrál 6. prosince 2011 zase proti Plzni. Dne 10. dubna 2012 debutuje v lize proti Chievu (1:0).
Na následující sezonu byl potvrzen jako stálí člen klubu jak na levém, tak i na pravém kraji obrany. Ve své druhé sezoně odehrál celkem 33 utkání. Další dvě sezony odehrál kvůli zranění celkem 39 utkání, ale dne 3. května 2015 byl v zápase proti Neapoli již po 43 vteřinách vyloučen, což je rekord ligy  (absolutní rekord patří Paolu Ammoniaciovi, vyloučen v zápase Řím-Lazio 18. března 1979 poté, co byl na hřišti pouze 2 sekundy).
První utkání jako kapitán odehrál 27. září 2015 proti Janonu (0:1). Jeho první finále v kariéře byl Coppa Italia 2015/2016, jenže Juventus jej porazil v prodloužení 1:0. Svou první vyhranou trofej získal v roce 2016, když byl u vítězství ve italském superpoháru, když porazil Juventus na penalty. Sezonu zakončil s klubem 6. místem, které po 3 letech umožnil hrát evropské poháry.
Jenže, to už se jej netýkalo, protože byl po sezoně prodán do Juventusu. A tak se po šesti sezonách, ve kterých odehrál celkem 133 utkání, rozloučil s Rossoneri.

#### Juventus
Dne 20. července 2017 jej koupil Juventus, který měl trenéra Allegriniho, který jej vytáhl z Primavery u Rossoneri. Debut odehrál 13. srpna 2017 ve finále italského superpoháru (2:3). I u Bianconeri měl smůlu na zranění a tak odehrál celkem v první sezoně 20 utkání i tak vstřelil 26. listopadu 2017 svoji první branku v kariéře při utkání proti Crotone (3:0). Na konci sezony slavil první titul v lize a také vítězství v poháru. V následující sezoně získal italský superpohár a též titul v lize. Ve třetí sezoně se opět zranil a stihl odehrát celkem jen 13 utkání, i tak slavil již třetí titul v lize a druhé vítězství v poháru.
Sezonu 2020/21 začal u Bianconeri, ale v říjnu byl zapůjčen na roční hostování s opcí do francouzského Lyonu. S klubem obsadil v lize 4. místo a odehrál zde celkem 33 utkání. I když mohla být aktivována opce, opět k Bianconeri přišel trenér Allegri a ten si jej nechal stáhnout zpět do týmu. Také i tady měl smůlu na zranění a hrál jen příležitostně. Na konci sezony 2022/23 podstoupil operaci a poté zahájil šestiměsíční rehabilitaci. Na hřiště se vrátil 30. března 2024 proti Laziu. Nový trenér Thiago Motta s ním na sezonu 2024/25 nepočítal a tak byl poslán na hostování do Empoli.

### Reprezentační
Nastupoval za italské mládežnické reprezentace.
V A-mužstvu Itálie debutoval 21. 3. 2013 v přátelském zápase ve švýcarském městě Lancy proti reprezentaci Brazílie (remíza 2:2).
Zúčastnil se Konfederačního poháru FIFA 2013, MS 2014 v Brazílii a ME 2016 ve Francii.

## Přestupy
- z Milán do Juventus za 12 000 000 Euro

## Statistiky

### Klubové
| Sezóna             | Klub               | Liga               | Liga   | Liga | Ligové poháry | Ligové poháry | Ligové poháry | Kontinentální poháry | Kontinentální poháry | Kontinentální poháry | Celkem | Celkem |
| Sezóna             | Klub               | Soutěž             | Zápasy | Góly | Soutěž        | Zápasy        | Góly          | Soutěž               | Zápasy               | Góly                 | Zápasy | Góly   |
| ------------------ | ------------------ | ------------------ | ------ | ---- | ------------- | ------------- | ------------- | -------------------- | -------------------- | -------------------- | ------ | ------ |
| 2011/12            | Milán              | Serie A            | 3      | 0    | IP+IS         | 0+0           | 0+0           | LM                   | 2                    | 0                    | 5      | 0      |
| 2012/13            | Milán              | Serie A            | 27     | 0    | IP            | 1             | 0             | LM                   | 5                    | 0                    | 33     | 0      |
| 2013/14            | Milán              | Serie A            | 16     | 0    | IP            | 2             | 0             | LM                   | 3                    | 0                    | 21     | 0      |
| 2014/15            | Milán              | Serie A            | 17     | 0    | IP            | 1             | 0             | -                    | 0                    | 0                    | 18     | 0      |
| 2015/16            | Milán              | Serie A            | 22     | 0    | IP            | 7             | 0             | -                    | 0                    | 0                    | 29     | 0      |
| 2016/17            | Milán              | Serie A            | 25     | 0    | IP+IS         | 2+1           | 0+0           | -                    | 0                    | 0                    | 27     | 0      |
| Celkem za Milán    | Celkem za Milán    | Celkem za Milán    | 110    | 0    | -             | 13            | 0             | -                    | 10                   | 0                    | 133    | 0      |
| 2017/18            | Juventus           | Serie A            | 12     | 1    | IP+IS         | 1+1           | 0             | LM                   | 6                    | 0                    | 20     | 1      |
| 2018/19            | Juventus           | Serie A            | 22     | 0    | IP+IS         | 2+0           | 0             | LM                   | 4                    | 0                    | 28     | 0      |
| 2019/20            | Juventus           | Serie A            | 9      | 0    | IP+IS         | 1+1           | 0             | LM                   | 2                    | 0                    | 13     | 0      |
| 2020               | Juventus           | Serie A            | 1      | 0    | -             | 0             | 0             | -                    | 0                    | 0                    | 1      | 0      |
| 2020/21            | Lyon               | Ligue 1            | 29     | 0    | FP            | 4             | 0             | -                    | 0                    | 0                    | 33     | 0      |
| 2021/22            | Juventus           | Serie A            | 20     | 1    | IP+IS         | 4+1           | 0             | LM                   | 4                    | 0                    | 29     | 1      |
| 2022/23            | Juventus           | Serie A            | 17     | 0    | IP            | 2             | 0             | LM+EL                | 3+3                  | 0                    | 25     | 0      |
| 2023/24            | Juventus           | Serie A            | 1      | 0    | IP            | 0             | 0             | -                    | 0                    | 0                    | 1      | 0      |
| Celkem za Juventus | Celkem za Juventus | Celkem za Juventus | 82     | 2    | -             | 13            | 0             | -                    | 22                   | 0                    | 117    | 2      |
| 2024/25            | Empoli             | Serie A            | ?      | ?    | IP            | ?             | ?             | -                    | 0                    | 0                    | ?      | ?      |
| Celkově            | Celkově            | Celkově            | 221    | 2    | -             | 30            | 0             | -                    | 32                   | 0                    | 283    | 2      |

### Reprezentační

#### Statistika na velkých turnajích
| Reprezentace | Rok  | Zápasy             | Zápasy | Zápasy    | Zápasy           | Zápasy           | Zápasy            |
| Reprezentace | Rok  | Fáze turnaje       | Datum  | Soupeř    | Odehraných minut | Vstřelené branky | Výsledek          |
| ------------ | ---- | ------------------ | ------ | --------- | ---------------- | ---------------- | ----------------- |
| Itálie       | 2014 | 3 zápas ve skupině | 24. 6. | Uruguay   | 90               | 0                | 0:1               |
| Itálie       | 2016 | 1 zápas ve skupině | 13. 6. | Belgie    | 31               | 0                | 2:0               |
| Itálie       | 2016 | 3 zápas ve skupině | 22. 6. | Irsko     | 82               | 0                | 0:1               |
| Itálie       | 2016 | Osmifinále         | 27. 6. | Španělsko | 90               | 0                | 2:0               |
| Itálie       | 2016 | Čtvrtfinále        | 2. 7.  | Německo   | 120              | 0                | 1:1 (6:5 na pen.) |

## Úspěchy

### Klubové

#### Národní
- vítěz italské ligy (3x)

Juventus: 2017/18, 2018/19, 2019/20
- vítěz italského poháru (1x)

Juventus: 2017/18
- vítěz italského superpoháru (3x)

Milán: 2011, 2016

Juventus: 2018

### Reprezentační
- 1× na MS (2014)
- 1× na ME (2016)
- 1× na Konfederačním poháru FIFA (2013 – bronz)

### Individuální
- Jedenáctka sezóny Serie A: 2013[16]